# 平忠頼
平 忠頼（たいら の ただより）は、平安時代中期の武将。村岡五郎平良文の子。名は経明、恒明とも。父と同じく村岡を号とし村岡次郎と称した。官位は武蔵介。平将門とは従兄弟にあたる。

## 略歴
忠頼は平繁盛が延暦寺に金泥大般若 経600巻を書写して奉納しようとした際に、かの仇敵を駆逐するためという理由から兄弟の忠光と共にこれを妨害した。平将門の乱を鎮圧した平繁盛を仇敵と呼んでいたことから、忠頼の父である良文は平将門と親しかったものと思われる。
寛仁2年12月17日に90歳で死去したとされるが、伝説と思われる。

## 系譜
- 父：平良文
- 母：大野茂吉の娘
- 正室：春姫 - 平将門の次女
  - 男子：平忠常
  - 男子：平将恒
- 生母不明
  - 男子：頼尊